# Marta Orriols Balaguer

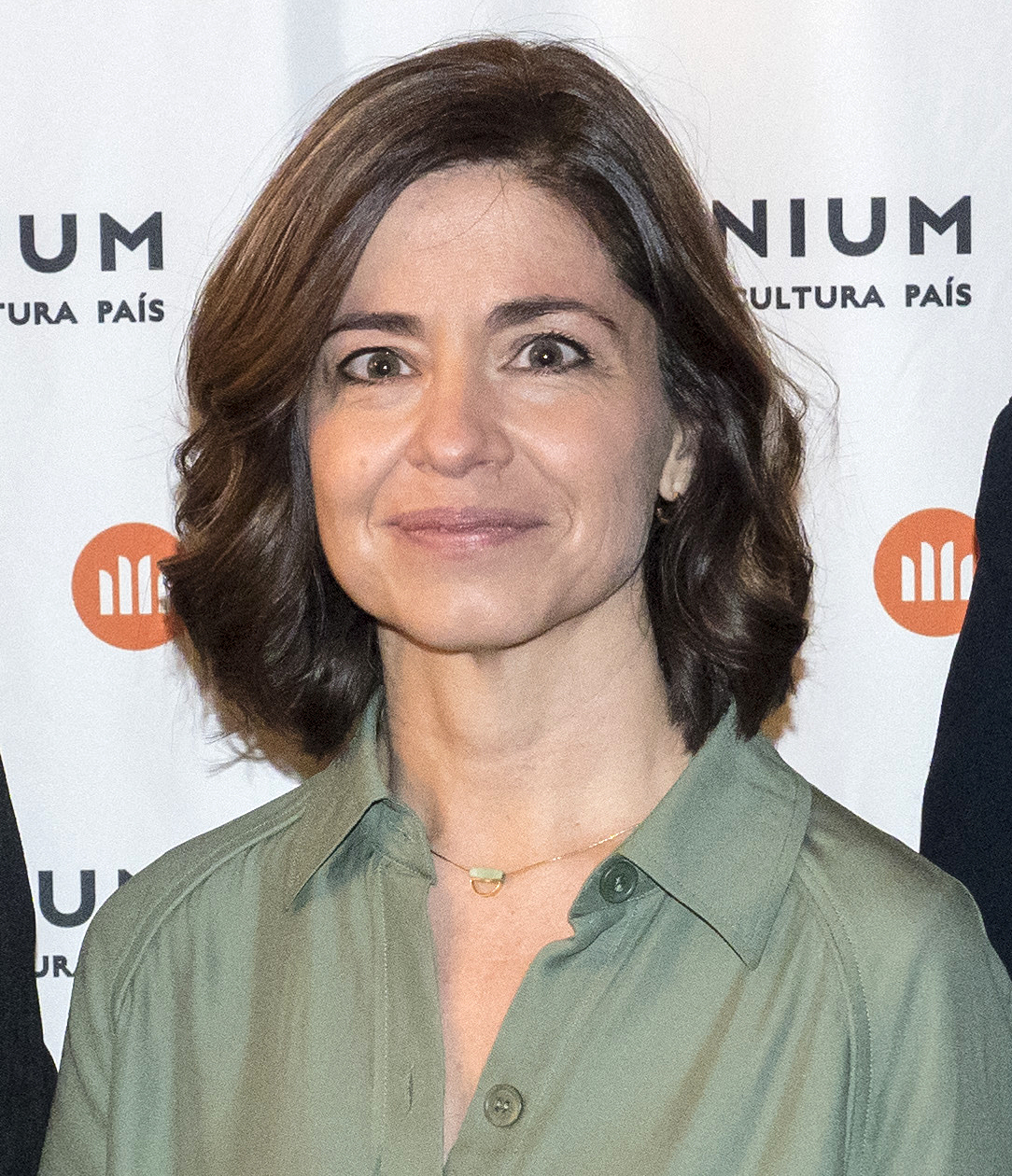

Marta Orriols Balaguer (Sabadell, 1975) is een Catalaanse schrijfster. Ze studeerde kunstgeschiedenis en later scenarioschrijven aan de filmschool Bande à Part (Barcelona) en creatief schrijven aan de Schrijversschool van de Ateneu Barcelonès. Ze levert bijdragen aan verschillende digitale culturele media, zoals Catorze.cat en Núvol.
In 2016 publiceerde ze haar debuut, Anatomia de les distàncies curtes, een verhalenbundel die lovende kritieken kreeg van recensenten en lezers. In 2019 won zij met Aprendre a parlar amb les plantes de prijs voor de beste roman in de Catalaanse taal 2018 die elk jaar wordt toegekend door Òmnium Cultural. Deze roman is in het Nederlands verschenen onder de titel Met planten leren praten.
Dit laatste boek vertelt het verhaal van Paula die in het reine moet komen met de dood wegens een verkeersongeluk van haar partner. In feite is het een dubbel rouwproces, want Mauro had vlak voor het ongeluk een punt achter hun relatie gezet.
Recensent Ger Groot schreef over dit boek: "een indrukwekkende, subtiele roman [..] die niets verbloemt, maar soms prachtige momenten kent (…)".
Haar tweede roman Dolça introducció al caos verscheen in augustus 2020.
Haar gehele literaire werk geeft de complexiteit weer van intermenselijke relaties, waarbij ze gebruikmaakt van "fijnzinnige en harmonische proza met een hoge emotionele lading".

## Werk
- Anatomia de les distàncies curtes. Barcelona, Edicions del Periscopi, 2016, ISBN 978-84-944409-5-3[5]
- Aprendre a parlar amb les plantes. Barcelona, Edicions del Periscope, 2018, ISBN 9788417339-111(Met planten leren praten, Uitgeverij Prometheus, 2019, vertaler Pieter Lamberts.)[1][6]
- Dolça introducció al caos. Barcelona, Edicions del Periscope, 2020, ISBN 978-8417339-49-4[7]

## Onderscheidingen en erkenningen
- Premi Òmnium voor beste roman in het Catalaans 2018 voor Aprendre a parlar amb les plantes (2018)[8]